# Carlos Roffé
Carlos Roffé (Buenos Aires, Argentina, 1 de agosto de 1943 - ídem. 31 de diciembre de 2005), cuyo nombre completo era Carlos Alberto Roffé, fue un actor de cine, teatro y televisión que desarrolló una extensa carrera artística en su país.

## Carrera artística
Nació en el barrio de Caballito y tomó estudios de actuación con Carlos Gandolfo y con Luis Rosini.
A fines de la década de 1960 se inició en el cine en cortometrajes experimentales de César D’Angiolillo, Carlos Galettini y Guillermo Szelfke, entre otros miembros de la ya extinta Asociación de Cine Experimental. El director Néstor Paternostro lo dirigió en un breve papel en Mosaico y recién retornó al cine en 1974 dirigido por Eva Landeck en Gente en Buenos Aires. Debieron pasar 11 años hasta su reaparición en 1985 en las películas Bairoletto, la aventura de un rebelde y Los días de junio.
Roffé siguió actuando en papeles reparto hasta obtener los roles protagónicos en El acto en cuestión (1993) de Alejandro Agresti filmada en Holanda y Animalada (2000) de Sergio Bizzio, donde encarnó a un estanciero locamente enamorado de una oveja. El último filme en que intervino fue Un mundo menos peor (2004).
Estuvo seleccionado para el premio Cóndor de Plata al mejor actor de reparto otorgado por la Asociación de Cronistas Cinematográficos de la Argentina en 1998 por su participación en Buenos Aires viceversa (1996) y en 2000 por Mala época (1998).
De sus primeras actuaciones en teatro se recuerda la realizada en Rompiendo códigos, que lo mostró ya como un actor maduro. Otras participaciones suyas fueron en Considera esto y en la obra Loca con Inés Estévez y Fabián Vena, por la que fue nominado al premio ACE de 2004 al mejor actor de reparto en comedia. 
En televisión participó en los programas Costumbres argentinas, 099 Central y Gasoleros así como en las series dirigidas por Adrián Caetano, Tumberos y Disputas.
En forma sorpresiva fue internado de urgencia y operado de inmediato por un problema vascular pero falleció el 31 de diciembre de 2005.
La actriz Mirta Busnelli dijo de Roffé:

«Era un tipo con el que me llevaba muy bien, muy creativo, me hacía sentir cómoda y me producía mucha alegría. Tenía sentido del humor y amaba su trabajo. Yo lo quería mucho y también a las películas que hice con él, porque significaron un encuentro próspero para mi carrera. Me gustan y me río cuando las veo.»

## Filmografía
Actor
- Un mundo menos peor (2004) …Cholo
- Mala sangre (cortometraje) (2002) …Arturo
- Cien pesos (cortometraje) (2003) …Juan
- Valentín (2002) …El Doctor
- Cacería (2002) …Micky
- Plata quemada (2000) …Fernando "Nando" Aguilera
- Una noche con Sabrina Love (2000) …Parini
- Animalada (2000) …Alberto
- El viento se llevó lo que (1998)
- Mala época (1998) …Carlos Brochato
- La cruz (1998)
- El impostor (1997)
- Un día para siempre Inédita (1997)
- Eva Perón (1996) …Gral. Solari
- Buenos Aires viceversa (1996) …Service
- El acto en cuestión (1993) …Miguel Quiroga
- Boda secreta (1988)
- El amor es una mujer gorda (1987) …Jefe
- Los amores de Laurita (1986)
- Pobre mariposa (1986)
- Brigada explosiva contra los ninjas (1986) …Profesor de Yoga
- Brigada explosiva (1986) Ladrón
- Bairoletto, la aventura de un rebelde (1985)
- Los días de junio (1985)
- Gente en Buenos Aires (1974)
- El ejército (cortometraje) (1969) …Narrador
- Mosaico (1968)

## Televisión
- Doble filo (telefilme) (2006) …Cliente
- Criminal (Miniserie) (2005) …Juez
- Botines (Miniseries) (2005)
- La niñera (Serie) (2004) ... Andrés Calvo
- Los Roldán (Serie) (2004)
- Locas de amor (Serie) (2004)
- Infieles (2004) …Marido
- Ensayo (serie) (2003) …Cliente
  - Malevaje (2003) ... Cliente
- Disputas (Miniserie) (2003)
- Costumbres argentinas (Serie) (2003)
  - Episodio #1.1 (2003)
- Tumberos (Miniserie) (2002) …Astrada
  - Deshonra (2002) ... Astrada
  - Un lugar en el mundo (2002) ... Astrada
- 099 Central ( Serie) (2002) …Inspector de policía
  - Episodio #1.1 (2002) ... Inspector de policía
- Los simuladores (Serie) (2002) …Director de escuela
  - El Joven Simulador (2002) ... Director de escuela
- Culpables (Serie) (2001) …Seguridad
- Un cortado, historias de café (2001)
- Cuatro amigas (Miniserie) (2001)
- Campeones de la vida (Serie) (1999) … Octavio
- Vulnerables (Serie) (1999) ... Ponce
- Gasoleros (Telenovela) (1998) ... Elias Fortunatto
- La condena de Gabriel Doyle (Serie) (1998) …Blanco
- Curva a la izquierda (cortometraje) (1995)
- Montaña Rusa (1995)